# Kelpie (folklore)

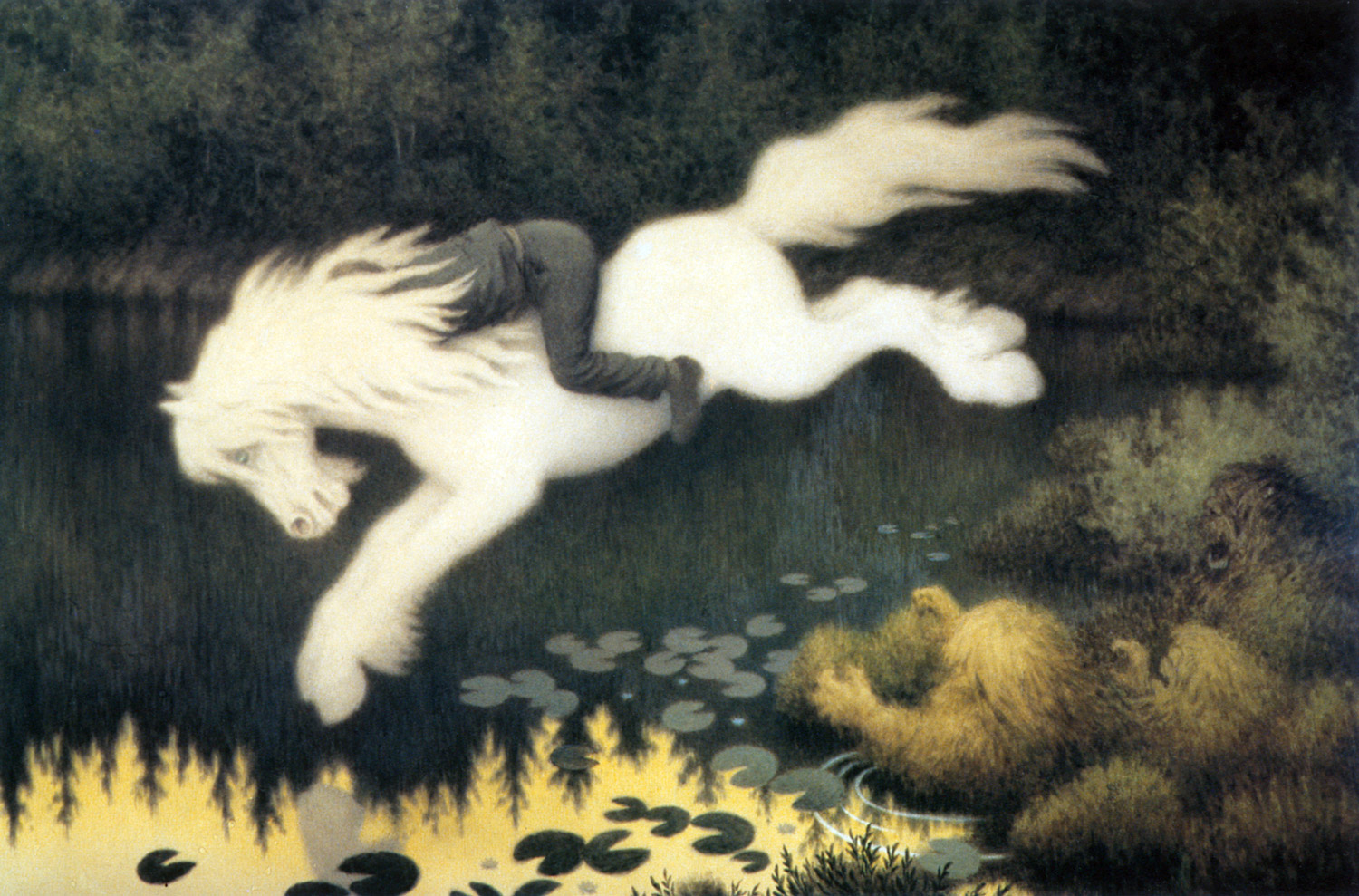

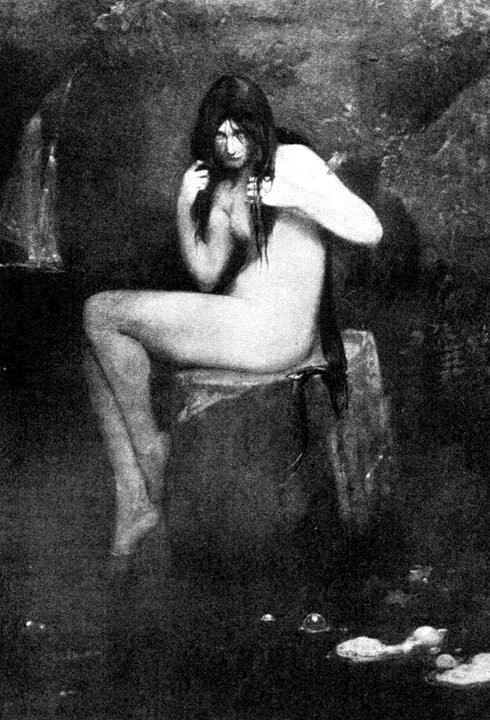
The Kelpie, Thomas Millie Dow, 1895

Kelpie is een mythisch wezen uit de Schotse mythologie.
Het is een watergeest, die altijd leeft in de buurt van meren, moerassen en zeeën. Hij kan verschillende gedaantes aannemen. Meestal verandert hij in een paard, dan oogt hij heel normaal als een onschuldig paard. Als een argeloos mens op hem wil rijden, lopen de verhalen uiteen.
In het ene verhaal gunt hij de mensen een ritje, maar dan wel in het water. In het andere verhaal gaat hij ook in het water, maar dan om zijn berijder op te eten. Naast een paardengestalte wordt hij ook weleens afgebeeld als een mooie jonge vrouw, een jong rund, als mens met een paardenhoofd, paardenstaart en dito ledematen, of als een hippocampus, dat wil zeggen een paard met het achterlijf van een vis.

## Kelpiecultuur
- Frances Hendry schreef het jeugdboek Op zoek naar een Kelpie, Uitgeverij Christofoor, Zeist, 1986.
- Jethro Tull schreef het nummer Kelpie voor hun album Stormwatch.
- Het Griezelgenootschap schreef een serie boeken over De Griezelklas waarin een kelpie optreedt.
- De Klok Van Sint-Travel van Catherine Fisher
- De scheve Schot
- In de boeken van Harry Potter kan de Kelpie onschadelijk worden gemaakt door hem een hoofdstel om te doen waarover een Tembezwering is uitgesproken. Dit maakt hem mak en volgzaam.